# يعلن بن سعد
يُعلِن بن سعد بن غمر من بني سعد بن خولان. من شعراء خولان ورُماتها، كان ساحب حصن (التلمّص) بناحية صعدة في اليمن، معاصراً لسيف ابن ذي يزن، وسُمّي (مغرقاً) على جده عمرو بن زيد، وميزوا هذا بالأصغر للتفريق بينهما، ويقال أنها أدرك الإسلام.